# O Dia do Regicídio
O Dia do Regicídio é uma série portuguesa de ficção histórica, realizada para a RTP para assinalar os cem anos do Regicídio de 1908, no qual foram assassinados o Rei D. Carlos I de Portugal e o príncipe herdeiro D. Luís Filipe. A série baseia-se em factos históricos da História de Portugal passados entre 1906 e 1908, entre Lisboa e Vila Viçosa.

## Elenco
| Personagem                                       | Ator/Atriz          | Descrição da personagem                                                                               |
| ------------------------------------------------ | ------------------- | --- |
| Rei D.Carlos I                                   | Pedro Wallenstein   | Rei de Portugal. Morre no regicício de 1908.                                                          |
| Rainha D.Amélia                                  | Suzana Borges       | Rainha de Portugal por casamento com D. Carlos I.                                                     |
| Príncipe Real D.Luís Filipe, o herdeiro do trono | Afonso Pimentel     | Príncipe herdeiro, filho de D. Carlos e de D. Amélia. Morre no regicício de 1908.                     |
| Infante D.Manuel                                 | Tiago Mateus        | Segundo filho de D. Carlos e de D. Amélia. Sobrevive ao atentado e vem a ser o último Rei de Portugal |
| Infante D.Afonso                                 | Jorge Silva         | Irmão de D. Carlos, Duque do Porto                                                                    |
| D. Maria Pia, a Rainha-mãe                       | Laura Soveral (†)   | Mãe de D. Carlos, viúva de D.Luís I                                                                   |
| Manuel Buiça                                     | Ricardo Aibéo       | Professor e pianista. Membro da Carbonária, revolucionário e regicída.                                |
| Alfredo Costa                                    | Manuel Wiborg       | Membro da Carbonária, revolucionário e regicída.                                                      |
| Aquilino Ribeiro                                 | Pedro Carmo         | Membro da Carbonária; escritor da propaganda antimonárquica e revolucionário.                         |
| José Nunes                                       | Dinis Gomes         | Revolucionário.                                                                                       |
| Humberto Avelar                                  | Pedro Giestas       | Revolucionário.                                                                                       |
| Afonso Costa                                     | Virgílio Castelo    | Membro do Parlamento; membro do partido republicano.                                                  |
| Luz de Almeida                                   | João Grosso         | Grão-mestre da Carbonária.                                                                            |
| João Franco                                      | Adriano Luz         | Membro do Parlamento; primeiro-ministro.                                                              |
| Hintze Ribeiro                                   | José Eduardo        | Membro do Parlamento; primeiro-ministro.                                                              |
| Penha Garcia                                     | Pêpê Rapazote       | Membro do Parlamento; monárquico.                                                                     |
| Agente Ciro                                      | Marcello Urgeghe    | Polícia.                                                                                              |
| Dona Bona                                        | Márcia Breia        | Proprietária da pensão onde está hospedado Aquilino Ribeiro.                                          |
| Lobo Vasconcelos                                 | Vitor Norte         | Oficial do Estado.                                                                                    |
| Dr. Mello Breyner                                | José Raposo         | Médico e amigo do Rei D. Carlos I.                                                                    |
| Benoliel                                         | João Vaz            | Fotógrafo                                                                                             |
| Isabel                                           | Anabela Teixeira    | Amante do Rei D. Carlos I.                                                                            |
| Maria                                            | Diana Costa e Silva | Empregada de Manuel Buiça.                                                                            |
| Hermínia                                         | Joana Bárcia        | Esposa de Manuel Buiça; doente, morre no parto do seu segundo filho.                                  |
| Elvira                                           | Francisca Candeias  | Filha de Manuel Buiça.                                                                                |
| Editor                                           | Joaquim Frazão      | Editor de Jornal                                                                                      |

## Episódios
Os episódios da série serão transmitidos entre o dia 2 de Fevereiro a 4 de Fevereiro de 2008 na RTP 1. No dia 1 de Fevereiro foi para o ar um making of da série.
A seguinte lista de episódios apresenta os episódios agrupados de dois em dois, devido ao dia de estreia/emissão.
| "Episódios 1 e 2" | 2 de fevereiro de 2008 |  |  |  |
|                   |                        |  |  |  |
| "Episódios 3 e 4" | 3 de fevereiro de 2008 |  |  |  |
|                   |                        |  |  |  |
| "Episódios 5 e 6" | 4 de fevereiro de 2008 |  |  |  |
|                   |                        |  |  |  |

## Erros históricos
Ep. 6: Atribuição do enterro dos regicidas no covão nº 4251. Na realidade foram depositados em 1908 nos covões 6044 e 6045; transitando em 1914 as ossadas para o mausoléu a quem foi atribuído o número 4251.